# Thomas Buchholz
Thomas Walter Buchholz (* 27. August 1961 in Eisenach) ist ein deutscher Komponist und Musikpädagoge.

## Leben
Thomas Buchholz ist Sohn des Oratoriensängers und Gesangspädagogen Kurt Wichmann und der Konzertpianistin und Musikpädagogin Jutta Buchholz, geborene Gensty. Sein Vater war Herausgeber der Gesangsschule von Pier Francesco Tosi. Buchholz ging in Eisenach zur Schule und bekam ab dem sechsten Lebensjahr Unterricht in Gesang, Klavier, Orgel und Musiktheorie an der Eisenacher Musikschule. Danach ließ er sich zum Klavierbauer bei der Julius Blüthner Pianofortefabrik in Leipzig ausbilden. Im Anschluss arbeitete er als Klavierstimmer in Eisenach und als Musikinstrumentenrestaurator am Kloster Michaelstein in Blankenburg.
Von 1983 bis 1988 studierte er Gesang bei Rudi Ploß, Komposition bei Günter Neubert und Musikpädagogik bei Hans-Georg Mehlhorn an der Hochschule für Musik „Felix Mendelssohn Bartholdy“ Leipzig. Er war von 1988 bis 1992 Meisterschüler für Komposition bei Ruth Zechlin an der Akademie der Künste in Berlin. Darüber hinaus belegte er Kompositionskurse bei Rudolf Kelterborn, Witold Lutosławski und John Cage.
Von 1988 bis 1992 war er Assistent für Musiktheorie an der Martin-Luther-Universität Halle-Wittenberg. Er lehrte Tonsatz, Instrumentation, Kontrapunkt und Neue Musik. Von 1993 bis 1995 war er wissenschaftlicher Mitarbeiter am Heinrich-Schütz-Haus der Schütz-Akademie in Bad Köstritz. Dort forschte er zu Georg Anton Benda und historischer Musik. Danach war er bis 1999 am Händel-Haus in Halle tätig und beschäftigte sich mit regionaler Musikgeschichte. Im selbigen Jahr wurde er Gastprofessor für Komposition am Staatlichen Eriwaner Komitas-Konservatorium in Armenien ernannt. Er nahm zudem Lehraufträge für Ensembleleitung an der Leipziger Musikhochschule und am BIP-Kreativitätszentrum in Leipzig wahr und unterrichtet in der Komponistenklasse Sachsen/Anhalt. Von 2011 bis 2018 war er als Chor- und Orchesterleiter und Lehrer für Musiktheorie an der Freien Waldorfschule in Halle tätig. Seit 2018 arbeitet er als pädagogischer Mitarbeiter am IWK-Institut für Weiterbildung in Sachsen-Anhalt.
Seit 1996 ist er Vorsitzender des Landesverbandes Sachsen-Anhalt Deutscher Komponisten (LVDK). Zudem war er von 1999 bis 2003 Präsident der Ständigen Konferenz Zeitgenössische Musik in Mitteldeutschland. Buchholz ist Vorstandsmitglied des Deutschen Komponistenverbandes (DKV) Sachsen/Sachsen-Anhalt. Außerdem leitete er künstlerisch von 1996 bis 2012 die Hallischen Musiktage. Von 2010 bis 2014 war Buchholz Leiter buw. Jurymitglied des Internationalen Komitas Festivals auf Schloss Prötzel. Er wirkte weiterhin als Jurymitglied beim Kompositionswettbewerb zum Händel-Förderpreis der Stadt Halle, Hans-Stieber-Preis, Internationalen Gitarrenwettbewerb Berlin und dem Kompositionspreis der Stadt Leipzig.
Seine ca. 170 Werke (bei Schott Music und beim Verlag Neue Musik in Berlin verlegt) wurden in 16 Ländern Europas, Japan und den USA aufgeführt. Es entstanden CD- und Rundfunkaufnahmen, auch als Cembalist und Organist. Er arbeitete mit Reinbert Evers, Howard Arman, Thomas Blumenthal, Matthias Sannemüller, John Holloway, Thomas Müller, Georg Christoph Biller, Christfried Brödel, Clemens Flämig, Martin Schmeding und Carin Levine zusammen. Buchholz gab Workshops zum Thema Neue Musik in Ufa, Jerewan, Bern, Brünn, Michaelstein, Vilnius, Riga, Prag und Sankt Petersburg.

## Werk
Seit seiner Jugend beschäftigt sich Buchholz mit Neuer Musik. Dazu zählen seine Kompositionen Eruption (1990/91), Streichquartett (1988) und Zwei Rhapsodien (1990). In seiner ersten Kammersinfonie Eruption ließ er sonoristische und punktualistische Elemente einfließen. Später verwendete er Stile der Renaissance und des Barock. Es entstanden die Kammersinfonien Perotinus (1994) und Ellipse (1995) und der Zyklus für Kammerorchester Fünf barocke Etüden (1998/99). Seine Orchestermusik umfasst mehrere größere Werke, darunter  Wintermusik I (2004), Die Stadt (2006), Tod des Odysseus nach einem Text von Heiner Müller (2009), Fraktale (2010), The Young Person’s Guide to New Music (2010), Klingelfranz (2011) und Gegen-Impuls (2013). Einen Schaffensschwerpunkt stellt die Chormusik dar. Zu den großen Chorzyklen gehören Orplid (1998), Armenia clamans (1999), Letare Germania (2006), Luther-Arkaden (2008), Novalis Madrigal (2010) und Nongenti (2015/16). Buchholz verbindet zeitgenössische Kompositionstechniken mit tonalen Zellen zu einer Einheit, in dem er klassische Setzungen ebenso durchbricht wie komplexe Avandgardestrukturen. Ein Beispiel dafür sind Les dances imaginaire für zwei Orchester (2008) und Armenischen Hymnen für Alt solo, 2 Oboen und Chor (2013).
Die Kammermusik umfasst etwa 70 Werke, darunter zyklische Kompositionen wie domino per due pianoforti (1992), Trois Airs Baroques (1998/99), Vierzehn Zustände zu Bach (1999), RICERCAR und CHORAL (1999/2000), UNDEUTschLICHt – elf karikaturen für zwei harfen (2003), KRUNK für Streichquartett (2005) und Tetraktys (2009).
Insgesamt registriert die Deutsche Nationalbibliothek über einhundert verlegte Werke.

## Preise und Stipendien
- Kompositionsstipendium der Stiftung Kulturfonds Berlin (1992, 1994, 1998, 2003)
- Forum Junger Komponisten (1994)
- Aufenthaltsstipendium im Künstlerhaus Schloss Wiepersdorf (1996)
- Kompositionsstipendium der Stiftung Kulturfonds Sachsen-Anhalt (1998, 2000, 2005)
- 1. Preis beim Kompositionswettbewerb zum Themenjahr „Reformation und Musik“ der EKD (2012)

## Diskographie
- 1996: Lutherarkaden
- 1998: Kammersinfonien VI – IX (Thorofon)
- 1999: Eruption
- 2000: Liebsame Beschäftigung (Kreuzberg Records)
- 2001: Musik in Deutschland 1950–2000 – Solo & Gesang 1970-2000 (Red Seal)
- 2003: Air
- 2004: Nostradamus I (Stylton)
- 2007: Neue Musik für Streichorchester im Händelhaus, Halle/Saale
- 2008: Sonnengesänge (MDG)
- 2008: Alle Jahre wieder
- 2010: UNDEUTschLICHt – zyklen für ensembles (Kreuzberg Records)
- 2011: Momentaufnahme 20 Jahre (Kreuzberg Records)
- 2011: Komponisten aus Sachsen-Anhalt, Vol. 3
- 2011: Ehre sei Gott für alles (Querstand)

## Schriften
- Schöpferischer Umgang mit musikalisch-historischen Quellen. Bemerkungen zu meiner Kammersinfonie vii „Ex-sequi“ (1995). In: Ingeborg Stein (Hrsg.): Diesseits- und Jenseitsvorstellungen im 17. Jahrhundert. Interdisziplinäres Kolloquium vom 3.–5.2.1995. Quartus-Verlag, Jena 1996, ISBN 3-931505-14-6, S. 276–284 (= Sonderreihe Monographien, Band 4).
- Rezeption von Musik der Schützzeit in Kompositionen des 20. Jahrhunderts. In: Ingeborg Stein (Hrsg.): Rezeption alter Musik. Protokollband. Kolloquium anläßlich des 325. Todestages von Heinrich Schütz. Forschungs- und Gedenkstätte Heinrich-Schütz-Haus, Bad Köstritz 1999, ISBN 3-9806208-3-2, S. 153–170 (= Sonderreihe Monographien, Band 6).
- Einige Abstraktionsgestalten barocker Strukturelemente in Kompositionen des 20. Jahrhunderts. In: Beiträge der Kolloquien 1998–2001. Forschungs- und Gedenkstätte Heinrich-Schütz-Haus, Bad Köstritz 2002, ISBN 3-9806208-4-0, S. 81–88 (= Beiträge zur musikalischen Quellenforschung, Band 5).